# Krzemieniewo (gromada)
Krzemieniewo – dawna gromada, czyli najmniejsza jednostka podziału terytorialnego Polskiej Rzeczypospolitej Ludowej w latach 1954–1972.
Gromady, z gromadzkimi radami narodowymi (GRN) jako organami władzy najniższego stopnia na wsi, funkcjonowały od reformy reorganizującej administrację wiejską przeprowadzonej jesienią 1954 do momentu ich zniesienia z dniem 1 stycznia 1973, tym samym wypierając organizację gminną w latach 1954–1972.
Gromadę Krzemieniewo z siedzibą Gromadzkiej Rady Narodowej w Krzemieniewie utworzono – jako jedną z 8759 gromad na obszarze Polski – w powiecie leszczyńskim w woj. poznańskim, na mocy uchwały nr 28/54 WRN w Poznaniu z dnia 5 października 1954. W skład jednostki weszły obszary dotychczasowych gromad Bielawy, Brylewo, Drobnin, Garzyn, Mierzejewo, Krzemieniewo, Oporowo i Oporówko ze zniesionej gminy Krzemieniewo w tymże powiecie. Dla gromady ustalono 27 członków gromadzkiej rady narodowej.
1 stycznia 1960 do gromady Krzemieniewo włączono obszar zniesionej gromady Belęcin Nowy w tymże powiecie.
4 lipca 1968 do gromady Krzemieniewo włączono miejscowości Pawłowice, Kociugi i Lubonia ze zniesionej gromady Pawłowice w tymże powiecie.
Gromada przetrwała do końca 1972 roku, czyli do kolejnej reformy gminnej. 1 stycznia 1973 w powiecie leszczyńskim reaktywowano gminę Krzemieniewo.